# Campeonato Europeo Sub-17 de la UEFA 2024
El Campeonato de Europa Sub-17 de la UEFA 2024 fue la vigésima primera edición de este torneo organizado por la UEFA (41.ª edición si también se incluyera la era Sub-16). Chipre albergó el torneo durante 2024.
La fase de clasificación determinó los 15 equipos que se unieron a Chipre, el anfitrión automáticamente clasificado, en la fase final del campeonato. Aparte de Chipre como anfitrión, los 54 equipos restantes entran en la competición de clasificación, donde el formato original constaría de dos rondas: Ronda de clasificación, que se llevaría a cabo en otoño de 2023, y Ronda de élite, que se llevaría a cabo en primavera de 2024.

## Clasificación
Las 55 naciones de la UEFA entraron en la competición y, con Chipre, la anfitriona, clasificándose automáticamente, los otros 54 equipos competirán en la ronda de clasificación, que constará de dos rondas: la ronda de clasificación, que tendrá lugar en otoño de 2023, y la ronda de élite, que se llevará a cabo en la primavera de 2024, para determinar los 15 lugares restantes en el torneo final.

### Equipos clasificados
| Equipo          | Método de calificación | Apariciones | Última aparición        | Mejor rendimiento anterior                          |
| --------------- | ---------------------- | ----------- | ----------------------- | --------------------------------------------------- |
| Chipre          | Sede                   | 1           |                         |                                                     |
| Francia         | Ganador Grupo 1        | 15          | 2023 (Subcampeón)       | Campeón (2004, 2015, 2022)                          |
| Suecia          | Ganador Grupo 2        | 6           | 2022 (Fase de grupos)   | Semifinal (2013)                                    |
| Italia          | Ganador Grupo 3        | 12          | 2023 (Fase de grupos)   | Subcampeón (2013, 2018, 2019)                       |
| Ucrania         | Ganador Grupo 4        | 7           | 2017 (Fase de grupos)   | Fase de grupos (2002, 2004, 2007, 2013, 2016, 2017) |
| Portugal        | Ganador Grupo 5        | 11          | 2023 (Fase de grupos)   | Campeón (2003, 2016)                                |
| Dinamarca       | Ganador Grupo 6        | 7           | 2022 (Cuartos de final) | Semifinales (2011)                                  |
| Austria         | Ganador Grupo 7        | 7           | 2019 (Fase de grupos)   | Tercer lugar (2003)                                 |
| Polonia         | Ganador Grupo 8        | 4           | 2023 (Semifinales)      | Semifinales (2012, 2023)                            |
| Inglaterra      | Mejor segundo          | 17          | 2023 (Cuartos de final) | Campeón (2010, 2014)                                |
| España          | Mejor segundo          | 16          | 2023 (Semifinales)      | Campeón (2007, 2008, 2017)                          |
| República Checa | Mejor segundo          | 7           | 2019 (Cuartos de final) | Subcampeón (2006)                                   |
| Serbia          | Mejor segundo          | 10          | 2023 (Cuartos de final) | Semifinales (2022)                                  |
| Gales           | Mejor segundo          | 2           | 2023 (Fase de grupos)   | Fase de grupos (2023)                               |
| Bélgica         | Mejor segundo          | 9           | 2022 (Fase de grupos)   | Semifinales (2007, 2015, 2018)                      |
| Eslovaquia      | Mejor segundo          | 2           | 2013 (Semifinales)      | Semifinales (2013)                                  |

### Sorteo
El sorteo se realizó el 3 de abril en Ayia Napa.

## Sedes
| Chipre                          | Chipre                           | Chipre                       |
| Lárnaca                         | Lárnaca                          | Lárnaca                      |
| ------------------------------- | -------------------------------- | ---------------------------- |
| Estadio Ammochostos             | AEK Arena - Georgios Karapatakis | Estadio Antonis Papadopoulos |
| Capacidad: 5 500                | Capacidad: 7 400                 | Capacidad: 10 320            |
|                                 |                                  |                              |
| Lárnaca Achna Limasol Paralimni |                                  |                              |
| Achna (Dasaki Achnas)           | Limasol                          | Paralimni                    |
| Estadio Dasaki                  | Limassol Arena                   | Estadio Paralimni            |
| Capacidad: 5 422                | Capacidad: 11 000                | Capacidad: 5 800             |
|                                 |                                  |                              |

## Fase de grupos

### Grupo A
| Equipo          | Pts | PJ | PG | PE | PP | GF | GC | Dif |
| --------------- | --- | -- | -- | -- | -- | -- | -- | --- |
| República Checa | 9   | 3  | 3  | 0  | 0  | 12 | 4  | +8  |
| Serbia          | 6   | 3  | 2  | 0  | 1  | 7  | 5  | +2  |
| Ucrania         | 3   | 3  | 1  | 0  | 2  | 3  | 4  | -1  |
| Chipre          | 0   | 3  | 0  | 0  | 3  | 1  | 10 | -9  |

| 20 de mayo de 2024, 17:00 (EEST) | Serbia     | 1:0 (1:0) | Ucrania | Estadio Tasos Markou, Paralimni      |                                      |
|                                  | Makević 2' | Reporte   |         | Árbitro(s): Jakob Alexander Sundberg | Árbitro(s): Jakob Alexander Sundberg |

| 20 de mayo de 2024, 19:30 (EEST) | Chipre | 0:5 (0:3) | República Checa                                                            | AEK Arena, Lárnaca            |                               |
|                                  |        | Reporte   | 26' Kolářík · 28' (pen.) Naskos · 40' Nechvátal · 81' Penxa · 90+3' Kvaček | Árbitro(s): Pierre Gaillouste | Árbitro(s): Pierre Gaillouste |

| 23 de mayo de 2024, 17:00 (EEST) | Ucrania              | 1:3 (0:1) | República Checa                    | Estadio Tasos Markou, Paralimni |                               |
|                                  | Dihtyar 90+5' (pen.) | Reporte   | 12' (pen.) Moudrý · 61', 88' Penxa | Árbitro(s): Mohammed Al-Emara   | Árbitro(s): Mohammed Al-Emara |

| 23 de mayo de 2024, 19:30 (EEST) | Chipre      | 1:3 (1:1) | Serbia                                        | Estadio Antonis Papadopoulos, Lárnaca |                          |
|                                  | Ioannou 34' | Reporte   | 45+3' Cvetković · 53' Stojanović · 63' Kostov | Árbitro(s): David Fuxman              | Árbitro(s): David Fuxman |

| 26 de mayo de 2024, 19:30 (EEST) | Ucrania                  | 2:0 (1:0) | Chipre | AEK Arena, Lárnaca      |                         |
|                                  | Bohdanov 30', 48' (pen.) | Reporte   |        | Árbitro(s): Ante Čulina | Árbitro(s): Ante Čulina |

| 26 de mayo de 2024, 19:30 (EEST) | República Checa                                     | 4:3 (1:2) | Serbia                                 | Estadio Ammochostos, Lárnaca |                             |
|                                  | Kolařík 8' · Belžík 64' (pen.), 89' · Kolísek 90+3' | Reporte   | 7' Kostov · 21' Kostić · 72' Cvetković | Árbitro(s): Miguel Nogueira  | Árbitro(s): Miguel Nogueira |

### Grupo B
| Equipo    | Pts | PJ | PG | PE | PP | GF | GC | Dif |
| --------- | --- | -- | -- | -- | -- | -- | -- | --- |
| Austria   | 7   | 3  | 2  | 1  | 0  | 7  | 0  | +7  |
| Dinamarca | 4   | 3  | 1  | 1  | 1  | 4  | 6  | -2  |
| Croacia   | 3   | 3  | 0  | 3  | 0  | 3  | 3  | 0   |
| Gales     | 1   | 3  | 0  | 1  | 2  | 1  | 6  | -5  |

| 20 de mayo de 2024, 17:00 (EEST) | Dinamarca                  | 2:0 (1:0) | Gales | Estadio Dasaki, Achna         |                               |
|                                  | Obi 45+2' · Johanessen 48' | Reporte   |       | Árbitro(s): Menelaos Antoniou | Árbitro(s): Menelaos Antoniou |

| 20 de mayo de 2024, 19:30 (EEST) | Croacia | 0:0     | Austria | Estadio Antonis Papadopoulos, Lárnaca |                        |
|                                  |         | Reporte |         | Árbitro(s): Jan Petřík                | Árbitro(s): Jan Petřík |

| 23 de mayo de 2024, 17:00 (EEST) | Dinamarca                   | 2:2 (1:1) | Croacia               | Estadio Dasaki, Achna       |                             |
|                                  | Abildgaard 36' · Risnæs 60' | Reporte   | 41' Čović · 47' Mikić | Árbitro(s): Jasper Vergoote | Árbitro(s): Jasper Vergoote |

| 23 de mayo de 2024, 19:30 (EEST) | Austria                                   | 3:0 (1:0) | Gales | Estadio Ammochostos, Lárnaca   |                                |
|                                  | Hämmerle 30' · Zabransky 51' · Riegel 84' | Reporte   |       | Árbitro(s): Radoslav Gidzhenov | Árbitro(s): Radoslav Gidzhenov |

| 26 de mayo de 2024, 17:00 (EEST) | Austria                                | 4:0 (2:0) | Dinamarca | Estadio Tasos Markou, Paralimni |                           |
|                                  | Moizi 11', 29' · Adejenughure 50', 52' | Reporte   |           | Árbitro(s): Antoni Bandić       | Árbitro(s): Antoni Bandić |

| 26 de mayo de 2024, 17:00 (EEST) | Gales     | 1:1 (1:1) | Croacia    | Estadio Dasaki, Achna         |                               |
|                                  | Allen 32' | Reporte   | 24' Durdov | Árbitro(s): Pierre Gaillouste | Árbitro(s): Pierre Gaillouste |

### Grupo C
| Equipo     | Pts | PJ | PG | PE | PP | GF | GC | Dif |
| ---------- | --- | -- | -- | -- | -- | -- | -- | --- |
| Italia     | 9   | 3  | 3  | 0  | 0  | 6  | 1  | +5  |
| Polonia    | 4   | 3  | 1  | 1  | 1  | 6  | 4  | +2  |
| Suecia     | 2   | 3  | 0  | 2  | 1  | 3  | 4  | -1  |
| Eslovaquia | 1   | 3  | 0  | 1  | 2  | 0  | 6  | -6  |

| 21 de mayo de 2024, 17:00 (EEST) | Eslovaquia | 0:0     | Suecia | Estadio Tasos Markou, Paralimni |                         |
|                                  |            | Reporte |        | Árbitro(s): Ante Čulina         | Árbitro(s): Ante Čulina |

| 21 de mayo de 2024, 19:30 (EEST) | Italia                   | 2:0 (1:0) | Polonia | AEK Arena, Lárnaca          |                             |
|                                  | Mosconi 5' · Coletta 72' | Reporte   |         | Árbitro(s): Miguel Nogueira | Árbitro(s): Miguel Nogueira |

| 24 de mayo de 2024, 17:00 (EEST) | Italia                     | 2:0 (2:0) | Eslovaquia | Estadio Dasaki, Achna  |                        |
|                                  | Camarda 30' · Liberali 38' | Reporte   |            | Árbitro(s): Jan Petřík | Árbitro(s): Jan Petřík |

| 24 de mayo de 2024, 17:00 (EEST) | Suecia                    | 2:2 (1:1) | Polonia                     | AEK Arena, Lárnaca            |                               |
|                                  | Antwi 14' · Bozicevic 55' | Reporte   | 24' Adkonis · 67' Izunwanne | Árbitro(s): Pierre Gaillouste | Árbitro(s): Pierre Gaillouste |

| 27 de mayo de 2024, 17:00 (EEST) | Suecia        | 1:2 (0:0) | Italia                     | Estadio Tasos Markou, Paralimni |                             |
|                                  | Bozicevic 58' | Reporte   | 76' Cama 80' · Camarda 80' | Árbitro(s): Nenad Minaković     | Árbitro(s): Nenad Minaković |

| 27 de mayo de 2024, 17:00 (EEST) | Polonia                                               | 4:0 (3:0) | Eslovaquia | Estadio Dasaki, Achna    |                          |
|                                  | - Izunwanne 11', 45' · Pietuszewski 30' · Gieroba 68' | Reporte   |            | Árbitro(s): David Fuxman | Árbitro(s): David Fuxman |

### Grupo D
| Equipo     | Pts | PJ | PG | PE | PP | GF | GC | Dif |
| ---------- | --- | -- | -- | -- | -- | -- | -- | --- |
| Portugal   | 6   | 3  | 2  | 0  | 1  | 7  | 4  | +3  |
| Inglaterra | 6   | 3  | 2  | 0  | 1  | 8  | 5  | +3  |
| Francia    | 6   | 3  | 2  | 0  | 1  | 3  | 5  | -2  |
| España     | 0   | 3  | 0  | 0  | 3  | 2  | 6  | -4  |

| 21 de mayo de 2024, 17:00 (EEST) | España    | 1:2 (1:2) | Portugal              | Estadio Dasaki, Achna       |                             |
|                                  | Yañez 20' | Reporte   | 25' Varela · 33' Mora | Árbitro(s): Nenad Minaković | Árbitro(s): Nenad Minaković |

| 21 de mayo de 2024, 19:30 (EEST) | Francia | 0:4 (0:3) | Inglaterra                               | Estadio Ammochostos, Lárnaca |                           |
|                                  |         | Reporte   | 2', 39' Moore · 34' Dipepa · 51' Nwaneri | Árbitro(s): Antoni Bandić    | Árbitro(s): Antoni Bandić |

| 24 de mayo de 2024, 19:30 (EEST) | Francia    | 1:0 (0:0) | España | Estadio Antonis Papadopoulos, Lárnaca |                                      |
|                                  | Molebe 86' | Reporte   |        | Árbitro(s): Jakob Alexander Sundberg  | Árbitro(s): Jakob Alexander Sundberg |

| 24 de mayo de 2024, 19:30 (EEST) | Portugal                               | 4:1 (1:1) | Inglaterra | Estadio Ammochostos, Lárnaca  |                               |
|                                  | Mora 34', 48' · Silva 64' · Patrão 68' | Reporte   | 43' Moore  | Árbitro(s): Menélaos Andoníou | Árbitro(s): Menélaos Andoníou |

| 27 de mayo de 2024, 19:30 (EEST) | Portugal   | 1:2 (1:1) | Francia                  | Estadio Ammochostos, Lárnaca   |                                |
|                                  | Patrão 38' | Reporte   | 36' Sternal · 81' Molebe | Árbitro(s): Radoslav Gidzhenov | Árbitro(s): Radoslav Gidzhenov |

| 27 de mayo de 2024, 19:30 (EEST) | Inglaterra                          | 3:1 (1:1) | España      | Estadio Antonis Papadopoulos, Lárnaca |                             |
|                                  | Mheuka 6' · Moore 73' · Nwaneri 85' | Reporte   | 23' Arnucio | Árbitro(s): Jasper Vergoote           | Árbitro(s): Jasper Vergoote |

## Fase final
|  | Cuartos de final | Cuartos de final |           |       | Semifinales | Semifinales |  |  | Final | Final |
|  |                  |                  |           |       |             |             |  |  |       |       |
|  |                  |                  |           |       |             |             |  |  |       |       |
|  |                  |                  |           |       |             |             |  |  |       |       |
|  | República Checa  | 1 (3)            |           |       |             |             |  |  |       |       |
|  | República Checa  | 1 (3)            |           |       |             |             |  |  |       |       |
|  | Dinamarca (p.)   | 1 (5)            |           |       |             |             |  |  |       |       |
|  | Dinamarca (p.)   | 1 (5)            | Dinamarca | 0     |             |             |  |  |       |       |
|  |                  |                  | Dinamarca | 0     |             |             |  |  |       |       |
|  |                  | Italia           | 1         |       |             |             |  |  |       |       |
|  | Italia (p.)      | Italia           | 1         | 1 (5) |             |             |  |  |       |       |
|  | Italia (p.)      |                  |           | 1 (5) |             |             |  |  |       |       |
|  | Inglaterra       | 1 (4)            |           |       |             |             |  |  |       |       |
|  | Inglaterra       | 1 (4)            | Italia    | 3     |             |             |  |  |       |       |
|  |                  |                  | Italia    | 3     |             |             |  |  |       |       |
|  |                  | Portugal         | 0         |       |             |             |  |  |       |       |
|  | Austria          | Portugal         | 0         | 2     |             |             |  |  |       |       |
|  | Austria          |                  |           | 2     |             |             |  |  |       |       |
|  | Serbia           | 3                |           |       |             |             |  |  |       |       |
|  | Serbia           | 3                | Serbia    | 2     |             |             |  |  |       |       |
|  |                  |                  | Serbia    | 2     |             |             |  |  |       |       |
|  |                  | Portugal         | 3         |       |             |             |  |  |       |       |
|  | Portugal         | Portugal         | 3         | 2     |             |             |  |  |       |       |
|  | Portugal         |                  |           | 2     |             |             |  |  |       |       |
|  | Polonia          | 1                |           |       |             |             |  |  |       |       |
|  | Polonia          | 1                |           |       |             |             |  |  |       |       |

### Cuartos de final
| 29 de mayo de 2024, 17:30 (EEST) | República Checa                         | 1:1 (0:0) (3:5 p.)         | Dinamarca                                    | Estadio Ammochostos, Lárnaca |                           |
|                                  | Penxa 71'                               | Reporte                    | 82' Obi                                      | Árbitro(s): Antoni Bandić    | Árbitro(s): Antoni Bandić |
|                                  |                                         | Tiros desde el punto penal |                                              |                              |                           |
|                                  | - Marek Naskos - Sosna - Moudrý - Penxa |                            | - Markmann - Hyseni - Obi - Andersen - Højer |                              |                           |

| 29 de mayo de 2024, 20:00 (EEST) | Austria              | 2:3 (1:2) | Serbia                             | AEK Arena, Lárnaca         |                            |
|                                  | Adejenughure 1', 79' | Reporte   | 4', 45+1' Ranković · 55' Cvetković | Árbitro(s): Jakob Sundberg | Árbitro(s): Jakob Sundberg |

| 30 de mayo de 2024, 18:00 (EEST) | Portugal                  | 2:1 (1:1) | Polonia       | Estadio Antonis Papadopoulos, Lárnaca |                             |
|                                  | Felicíssimo 5' · Mora 59' | Reporte   | 34' Izunwanne | Árbitro(s): Jasper Vergoote           | Árbitro(s): Jasper Vergoote |

| 30 de mayo de 2024, 20:30 (EEST) | Italia                                               | 1:1 (1:1) (5:4 p.)         | Inglaterra                                    | AEK Arena, Lárnaca          |                             |
|                                  | Liberali 29'                                         | Reporte                    | 16' Nwaneri                                   | Árbitro(s): Nenad Minaković | Árbitro(s): Nenad Minaković |
|                                  |                                                      | Tiros desde el punto penal |                                               |                             |                             |
|                                  | - Lauricella - Natali - Orlandi - Liberali - Camarda |                            | - Moore - Harrison - Amass - Nwaneri - Dipepa |                             |                             |

### Semifinal
| 2 de junio de 2024, 18:00 (EEST) | Serbia                                 | 2:3 (0:2) | Portugal                              | AEK Arena, Lárnaca       |                          |
|                                  | Cvetković 22' · Felicíssimo 37' (a.g.) | Reporte   | 60' Silva · 89' Mora · 90+5' Trovisco | Árbitro(s): David Fuxman | Árbitro(s): David Fuxman |

| 2 de junio de 2024, 20:30 (EEST) | Dinamarca | 0:1 (0:1) | Italia      | Estadio Antonis Papadopoulos, Lárnaca |                           |
|                                  |           | Reporte   | 30' Coletta | Árbitro(s): Antoni Bandić             | Árbitro(s): Antoni Bandić |

### Final
| 5 de junio de 2024, 20:30 (EEST) | Italia                        | 3:0 (2:0) | Portugal | Limassol Arena, Limasol        |                                |
|                                  | Coletta 7' · Camarda 16', 50' | Reporte   |          | Árbitro(s): Radoslav Gidzhenov | Árbitro(s): Radoslav Gidzhenov |

## Campeón
| Eurocopa Sub-17 2024 |
| -------------------- |
| Bandera de Italia    |
| Italia               |